# Jodie Grinham
Jodie Grinham, née le 26 juillet 1993 à Haverfordwest en Grande-Bretagne, est une archère britannique.

## Carrière sportive
Jodie Grinham remporte avec  (en) la médaille d’argent lors de l’épreuve par équipes mixte des Jeux paralympiques d'été de 2016 à Rio.
Jodie Grinham est médaillée de bronze aux Jeux paralympiques d'été de 2024 à Paris dans l’épreuve individuelle féminine d’arc à poulies, alors qu'elle est enceinte de sept mois. Elle est aussi médaillée d'or lors de l'épreuve par équipe mixte en compagnie de Nathan Macqueen (en).